# Салатрук (Клуж)
Салатрук (рум. Sălătruc) насеље је у Румунији у округу Клуж у општини Кашеју. Oпштина се налази на надморској висини од 319 m.

## Становништво
Према подацима из 2002. године у насељу је живело 89 становника, од којих су сви румунске националности.